# Веслачки клуб Смедерево
44° 39′ 53.83″ N 20° 54′ 54.51″ E / 44.6649528° С; 20.9151417° И
ВК Смедерево је српски веслачки клуб из Смедерева. 

## Историја
Клуб је основан 6. маја 1924. године као ВПК Смедерево (веслачко-пливачки клуб Смедерево).